# Mikołajewo, Warmińsko-Mazurskie
Mikołajewo [mikɔwaˈjɛvɔ] (tiếng Đức: Blumberg)  là một ngôi làng ở quận hành chính của Gmina Braniewo, trong huyện Braniewski, Warmińsko-Mazurskie, ở miền bắc Ba Lan, gần biên giới với Kaliningrad của Nga. Nó nằm khoảng 13 kilômét (8 mi) về phía đông nam của Braniewo và 69 km (43 mi) phía tây bắc của thủ đô khu vực Olsztyn.
Làng có dân số 27 người.